# Film australiani proposti per l'Oscar al miglior film straniero
L'Australia ha sottoposto per la prima volta un film alla selezione per il Premio Oscar nella categoria miglior film straniero nel 1996.
In qualità di paese di lingua inglese, l'Australia può proporre per questa categoria del premio soltanto film di produzione locale ma girati principalmente in altre lingue.
Il candidato australiano viene selezionato da una commissione di professionisti australiani del settore convocata e selezionata da Screen Australia.
| Anno | Film                         | Lingua                          | Regia                        | Risultato     |
| ---- | ---------------------------- | ------------------------------- | ---------------------------- | ------------- |
| 1997 | Floating Life (Fu Sheng)     | Cantonese, Inglese, Tedesco     | Clara Law                    | Non candidato |
| 2002 | La spagnola                  | Spagnolo, Italiano, Inglese     | Steve Jacobs                 | Non candidato |
| 2007 | 10 canoe (Ten Canoes)        | Yolŋu Matha, Gunwinggu, Inglese | Rolf de Heer                 | Non candidato |
| 2008 | The Home Song Stories        | Yolŋu Matha, Inglese, cinese    | Tony Ayres                   | Non candidato |
| 2010 | Samson and Delilah           | Walpiri, Inglese                | Warwick Thornton             | Short List    |
| 2013 | Lore                         | Tedesco                         | Cate Shortland               | Non candidato |
| 2014 | The Rocket                   | Lao                             | Kim Mordaunt                 | Non candidato |
| 2015 | Charlie's Country            | Yolŋu Matha                     | Rolf de Heer                 | Non candidato |
| 2016 | Arrows of the Thunder Dragon | Dzongkha                        | Greg Sneddon                 | Non candidato |
| 2017 | Tanna                        | Nauvhal                         | Martin Butler e Bentley Dean | Candidato     |
| 2018 | The Space Between            | Italiano                        | Ruth Borgobello              | Non candidato |
| 2019 | Jirga                        | Pashto                          | Benjamin Gilmour             | Non candidato |
| 2020 | Buoyancy                     | Khmer, Thai                     | Rodd Rathjen                 | Non candidato |
| 2022 | When Pomegranates Howl       | Pashto, Persiano                | Granaz Moussavi              | Non candidato |

| Non candidato | Il film è stato proposto dall'Australia, ma non è stato candidato dall'Academy of Motion Picture Arts and Sciences. |
| Short-list    | Il film è entrato nella "short-list" stilata a gennaio dei nove candidati per l'Oscar al miglior film straniero.    |
| Candidato     | Il film è entrato a far parte dei cinque candidati per l'Oscar al miglior film straniero.                           |
| Vincitore     | Il film ha vinto l'Oscar al miglior film straniero.                                                                 |